# Eastwood (Michigan)
Eastwood – jednostka osadnicza w Stanach Zjednoczonych, w stanie Michigan, w hrabstwie Kalamazoo.